# TT410
La tombe thébaine TT 410 est située à El-Assasif, dans la nécropole thébaine, sur la rive ouest du Nil, face à Louxor en Égypte.
C'est la tombe de Moutirdis, principale accompagnatrice de la « divine adoratrice d'Amon » Nitocris Ire à l'époque de Psammétique Ier de la XXVIe dynastie.
Dans la tombe, deux mères sont mentionnées : la dame Asetenpermesout est probablement sa mère biologique ; la principale accompagnatrice de la divine adoratrice Qapamaaoupairdis est dite sa mère, mais elle peut être un parent adoptif qui a ensuite transmis sa position de principale accompagnatrice à Moutirdis. Les inscriptions de la tombe ne mentionnent pas de mari, mais Moutirdis aurait eu un fils et trois filles. Son fils était chambellan de la divine adoratrice, et ses filles servaient toutes comme assistantes.

## Description
Sur le côté ouest de la chambre funéraire, le plafond décoré présente la peinture de Nout, provenant du Livre de Nout. La tête de Nout est située à l'entrée de la tombe depuis l'ouest. En raison de l'effondrement du plafond, cette peinture est fortement endommagée. La partie orientale du plafond arbore la représentation du Livre du jour et de la nuit, qui est également aligné vers l'ouest jusqu'à l'entrée. 